# Furano-2-ilmetanotiol

Furano-2-ilmetanotiol é um composto orgânico contendo uma estrutura furano substituída com um grupo sulfanilmetil. É um líquido límpido incolor quando puro, mas torna-se de cor amarela após repouso prolongado. Possui um forte cheiro de café torrado e um sabor amargo. Na verdade, é um componente essencial do aroma de café torrado.